# Yórgos Dikeoulákos
Yórgos Dikeoulákos (grec moderne : Γιώργος Δικαιουλάκος), souvent appelé Tzórtzis Dikeoulákos (Τζώρτζης Δικαιουλάκος), né le 26 janvier 1969 à Athènes, est un ancien joueur de basket-ball grec, désormais entraîneur.
À la suite des difficultés financières de Târgovişte, il quitte le club roumain fin décembre 2012.

## Carrière

### Joueur
- AS Papágou
- Kosovo Polje
- KK Pristina
- Trepča
- Famos Sarajevo

### Entraîneur

#### En club
- AO Paleó Fáliro (espoirs)
- AS Akadimía 1975
- AONS Mílon Néa Smýrni (assistant)
- AO Dáfni (assistant)
- Olympiakós Le Pirée (assistant)
- Paniónios Néa Smýrni (assistant)
- AS Papágou
- Panellínios Athènes (assistant)
- 2008-2010 :  Athinaïkós Výronas
- 2011-2011 :  Lotos Gdynia
- 2011-2012 :  Fenerbahçe İstanbul
- 2012-2013 :  CSM Târgovişte[2].
- 2015-2017 :  Fenerbahçe İstanbul[3]

#### En sélections nationales
- 2006 :  Équipe féminine de Grèce (assistant)
- 2009 :  Équipe espoir de Grèce (assistant)
- 2010-2011 :  Équipe féminine de Lettonie
- 2021- :  Équipe féminine de Slovénie